# Прядченко Григорій Кононович
Григорій Кононович Прядченко (9 травня 1895, слобода Орлик Старооскільського повіту Курської губернії, тепер Бєлгородської області, Російська Федерація — розстріляний 27 липня 1937, місто Харків) — український радянський державний та партійний діяч. Член Всеросійського Центрального Виконавчого Комітету 13-го скликання (1927—1929), член Центрального Виконавчого Комітету СРСР 4-го скликання (1927—1929). Член ЦК КП(б)У в червні — липні 1937 р.

## Біографія
Народився у селянській родині. Закінчив чотири класи сільської школи, з 14 років працював шевцем.
З 1916 року — в російській імператорській армії. Служив писарем у військовій частині в місті Старий Оскол.
У листопаді 1917 — травні 1919 року — голова виконавчого комітету Старооскольської повітової ради Курської губернії. Був завідувачем загального відділу Старооскольської міської ради. Один із організаторів Червоної гвардії у Старооскільському повіті.
Член РСДРП(б) з січня 1918 року.
У травні 1919 — липні 1921 року — військовий комісар 21-го стрілецького полку 3-ї дивізії 13-ї армії РСЧА. У липні 1921 — серпні 1923 року — у виконавчому комітеті Курської губернської ради.
23 серпня 1923 — 30 квітня 1925 року — голова виконавчого комітету Курської губернської ради.
У вересні 1925 — квітні 1927 року — член Малої Ради Народних Комісарів (РНК) Російської РФСР.
У квітні 1927 — червні 1928 року — голова виконавчого комітету Тамбовської губернської ради.
З 30 травня 1928 року — заступник голови організаційного комітету ВЦВК по Центрально-Чорноземній області РРФСР. У серпні 1928 — січні 1930 року — заступник голови виконавчого комітету Центрально-Чорноземної обласної ради РРФСР.
У січні 1930 — 4 квітня 1931 року — голова Малої Ради Народних Комісарів (РНК) Російської РФСР. У 1931 році працював головою Комітету в справах преси при РНК РРФСР.
14 жовтня 1931 — 25 вересня 1935 року — голова виконавчого комітету Північної крайової ради РРФСР.
У жовтні 1935 — липні 1937 року — голова виконавчого комітету Харківської обласної ради.
У червні 1937 року заарештований органами НКВС. 27 липня 1937 року розстріляний.
Посмертно реабілітований 22 лютого 1956 року.